# Otostigmus insignis
Otostigmus insignis är en mångfotingart som beskrevs av Kraepelin 1903. Otostigmus insignis ingår i släktet Otostigmus och familjen Scolopendridae.
Artens utbredningsområde är Ecuador. Inga underarter finns listade i Catalogue of Life.